# 中国网络视听节目服务协会
中国网络视听节目服务协会，是中华人民共和国民政部批准成立的国家一级协会，是中华人民共和国网络视听领域唯一的国家级行业组织，也是中华人民共和国互联网领域规模最大的行业协会之一，办公地点位于北京市海淀区车公庄西路19号外文文化创意园8号楼二层。

## 简介
截至2011年，经中华人民共和国国家广播电影电视总局批准的网络视听节目服务持证机构已达到612家、网络广播电视台14家。截至2011年6月底，中华人民共和国网络视频用户已达3.01亿，占网络用户的62.1%；其中，手机电视用户增长迅速，IP电视也大有发展，整个网络视听产业正在逐步壮大。
早在2008年2月，中华人民共和国国家广播电影电视总局便指导推动了人民网、新华网、中国网、国际在线、央视国际、中青网、中国经济网、中国广播网等8家单位共同发起成立了“中国互联网视听节目自律联盟”，以规范网络视听节目传播秩序。
2011年8月19日，中国网络视听节目服务协会成立大会暨第一次会员代表大会在北京召开。该协会是在中华人民共和国国家广播电影电视总局的指导下，由中央人民广播电台、中国国际广播电台、中国网络电视台等机构发起，经中华人民共和国民政部批准成立。
截至2016年，中国网络视听节目服务协会有会员单位672家，其中包括中央人民广播电台、中国国际广播电台、中国中央电视台、浙江电视台、湖南电视台等广电播出机构，人民网、新华网、中国网等国家级媒体网站，腾讯、阿里巴巴、百度、爱奇艺、优酷、搜狐、小米、暴风等互联网企业，中兴通讯、华为等技术公司，涵盖了网络视听行业全产业链。
中国网络视听节目服务协会的宗旨是：“维护会员合法权益，加强行业自律，在政府与企业间发挥桥梁与纽带作用，加强国内外业务和学术交流，推动产业发展和技术进步，提高行业服务水平，为建设社会主义先进文化和社会主义精神文明和物质文明服务。”

## 活动
中国网络视听节目服务协会成立后，主要开展了以下活动：推进行业自律、推动专业领域的研究与发展、举办“中国网络视听大会”。

### 推进行业自律
中国网络视听节目服务协会成立后，先后出台了一系列行业自律文件。主要有：
- 《中国网络视听节目服务自律公约》（2012年7月13日中国网络视听节目服务协会理事会2012年第一次会议通过）[4]
- 《网络剧、微电影等网络视听节目内容审核通则》（2012年7月13日中国网络视听节目服务协会理事会2012年第一次会议通过）[5][6]
- 《关于开展“讲文明树新风”网络视听公益广告传播的倡议书》（2013年3月1日中国网络视听节目服务协会向全国网络视听节目服务业界发出）[7][8]
- 《网络视听节目内容审核通则》（2017年6月30日中国网络视听节目服务协会常务理事会2017年第一次会议通过）[5][6][9][10]

部分行业自律文件曾引发争议。例如2017年通过的《网络视听节目内容审核通则》确立了网络视听节目先审后播原则，同时仍然照抄了2012年通过的《网络剧、微电影等网络视听节目内容审核通则》的绝大部分内容，其中《网络视听节目内容审核通则》第四章“节目内容审核标准”第八条中的（四）、（五）、（六）款引发网友热议，尤其是第（六）款照抄了《网络剧、微电影等网络视听节目内容审核通则》中的将同性恋与性变态、乱伦等共同列为“非正常的性关系”并且归类为“渲染淫秽色情和庸俗低级趣味”，禁止其出现在网络视听节目中的规定，引起了中国众多同性恋者及其同情者的抗议，许多中立的网友也表示对该规定难以理解。社会学家李银河对此在微博及个人微信公众号撰文称，同性恋已被国际法定位为属于少数人的正常性取向、并受联合国反歧视公约保护，该《通则》的上述规定侵犯了性少数群体自由表达性倾向的权利。李银河还称，如按照该《通则》的标准来，大部分视听艺术都将被取消，因为它们很难不涉及接吻、性挑逗、婚外恋等该《通则》禁止播出的情节。2017年7月1日，《环球网》发表了署名“耿直哥”的评论，除了引述李银河的上述文章并批评该《通则》有关同性恋的规定外，还引用网友的评论批评该《通则》的“节目内容审核标准”中其他部分规定也不合理，该评论认为行业协会的这种行业自律规范应与时俱进、而不应仍然照搬多年前的旧内容；该评论在一两天后从《环球网》上删除。此外，《环球时报》英文版也称，同性取向是正常和自然的现象，该《通则》有关同性恋的规定简直“荒诞而错误”。
除了推出行业自律文件外，中国网络视听节目服务协会还连续举办网络视听节目审核员培训班，截至2014年已举办18期培训班、培养2329名审核员。

### 推动专业领域的研究与发展
为推动专业领域的研究与发展，中国网络视听节目服务协会先后成立“公益广告委员会”、“网络视听节目版权保护委员会”、“网络剧微电影委员会”等二级机构，还有“专家评议委员会”、“网络视听学术委员会”等咨询机构。中国网络视听节目服务协会还和北京市、上海市、山东省、广东省、湖南省、浙江省的地方网络视听协会建立了沟通协调机制和协作关系。

### 中国网络视听大会
中国网络视听大会是在国家新闻出版广电总局和国家互联网信息办公室、四川省人民政府的指导下，由中国网络视听节目服务协会与成都市人民政府联合举办的中华人民共和国网络视音频领域规模最大、规格最高的行业大会。历届中国网络视听大会均在四川省成都市举行。
- 第一届：2013年11月28日至29日举行[17][18]。
- 第二届：2014年12月15日至17日举行[19]。
- 第三届：2015年12月3日至5日举行[20]。
- 第四届：2016年12月8日至9日举行[21][22]。